# الغواصة 707
الغواصة 707 (باليابانية: サブマリン707، بالروماجي: Sabumarin 707) هي سلسلة مانغا يابانية من تأليف ورسم ساتورو أوزاوا. نشرت من شوغاكوكان في مجلة شونن سندي الأسبوعية، منذ عام 1963 حتى عام 1965. أنتجت المانغا إلى أوفا من قبل استوديو كناك برودكشنز، عرضت في 10 يناير عام 1997. أنتجت الأوفا الثانية
من قبل مجموعة تي.إي.سي، وعرضت في 26 سبتمبر عام 2003، وتكونت من حلقتين. تم دبلجة الأوفا الأولى إلى العربية من قبل مركز الزهرة، وعرضت كفيلم على قناة سبيس باور.

## القصة
تدور أحداث القصة عن الغواصة 707 المكلفة
بمهمة البحث عن جسم غامض يهاجم ويدمر أي سفينة أو غواصة، وفي أثناء البحث عن هذا الجسم الغامض، يستدعيها حوت أبيض لمتابعته، ويكتشفون أن هناك في أعماق البحر يوجد عالم اسمه مو (أو إمبراطورية المرجان)، الذي هوجم من قبل القائد ريد سيلفر، للحصول على مصادر الصهارة الخاصة بهم، تخوض الغواصة 707 معركة لهزيمة ريد سيلفر وإنقاذ مو والعالم.

## الشخصيات
كابتن يوهي هايامي
أداء صوتي: كوزي توميتا (707)، بين هيورا (707R)
هاياتو نانغو
أداء صوتي: تورو فوروساوا (707)، هيروشي ياناكا (707R)
الأدميرال الأحمر تيراكايزو
أداء صوتي: أونشو إيشيزوكا

## وصلات خارجية
- الموقع الرسمي باللغة اليابانية